# Goro

Goro, Po, Kirche und Kriegerdenkmal. Historisches Bild von Leo Wehrli (1937).

Goro, von Süd-Südwest. Historisches Bild von L. Wehrli (1937).

Goro ist eine Gemeinde in der italienischen Provinz Ferrara mit 3436 Einwohnern (Stand 31. Dezember 2023) in der Region Emilia-Romagna in Oberitalien.

## Geographische Lage
Der Ort mit einer Gemeindefläche von 31,4 km²  liegt am Po di Goro, dem südlicheren der beiden Seitenarme des Po, in die sich dieser Fluss an einer Stelle aufgabelt, die Porta del Delta (Delta-Pforte) genannt wird, bevor er ins adriatische Meer mündet. (Der nördlichere der beiden  Seitenarme heißt Po di Venezia.) Nachbargemeinden sind Ariano nel Polesine (RO), Codigoro und Mesola. Die Entfernung zur Provinzhauptstadt Ferrara beträgt 55 Kilometer.

## Geschichte
Goro liegt in einem Gebiet, das über Generationen hinweg in langwierigen, mühseligen Trockenlegungskampagnen dem adriatischen Meer abgerungen wurde. Der Ort entstand im 18. Jahrhundert und ist – wie auch die Orte Mezzogoro und Codigoro – nach dem Po di Goro benannt (Die Tatsache, dass auch die weiter im Landesinneren liegenden Orte Codigoro und Mezzogoro nach dem Po di Goro benannt sind, rührt daher, dass sich das Bett dieses Seitenarms im Laufe der Jahrhunderte stark verändert hat: Noch im Mittelalter zweigte der Po di Goro bei Codigoro von dem weiter südlich verlaufenden Seitenarm  Po di Volano ab, floss von dort aus in nördlicher Richtung an Mezzogoro vorbei und bog dann vor Ariano nach Osten in Richtung des Meers an. Der Po bahnte sich dann jedoch einen neuen Weg zum östlichen Teilstück des Po di Gorao, woraufhin das in nördlicher Richtung verlaufende Teilstück zwischen Codigoro und Ariano versandete, um  im Zuge der Trockenlegungsmaßnahmen dann völlig zu verschwinden.). Goro war zunächst ein Fischerdorf und entwickelte sich dann zu einem bedeutenden Fischereihafen der nördlichen Adria. Die Haupteinnahmequellen der Gemeinde sind die Hochseefischerei und die Muschelzucht auf den Muschelbänken der  Lagune von Goro, in denen  hauptsächlich Venusmuscheln geerntet werden.

## Sehenswürdigkeiten
- Fischereihafen: Fischmarkt und Versteigerung von Fisch ‚nach Gehör‘.
- Leuchtturm von Goro (Faro di Goro): Ein beliebter Anlaufpunkt, insbesondere für Motoryachten und Segelschiffe, in einer weitgehend unberührten Lagunenlandschaft mit typischer Vegetation und Vogelwelt.

## Söhne und Töchter der Gemeinde
- Milva (1939–2021), Sängerin und Schauspielerin